# 成県
成県（せい-けん）は中華人民共和国甘粛省隴南市に位置する県。県人民政府の所在地は城関鎮。

## 地理
成県は東経105度23分から105度57分、北緯33度29分～34度21分に位置する。県政府は城関鎮にある。県内には鶏峰山国家森林公園がある。

## 行政区画
14鎮、3郷を管轄：
- 鎮：城関鎮、黄渚鎮、紅川鎮、小川鎮、紙坊鎮、抛沙鎮、店村鎮、王磨鎮、陳院鎮、沙壩鎮、黄陳鎮、鶏峰鎮、蘇元鎮、索池鎮
- 郷：宋坪郷、二郎郷、鐔河郷

## 交通

### 道路
- 高速道路
  - 十天高速道路
  - 平綿高速道路

### 空港
- 隴南成県空港（中国語版）